# Wronczyn (Pobiedziska)
Wronczyn ist ein Dorf der Gemeinde Pobiedziska im Powiat Poznański in der Woiwodschaft Großpolen im westlichen Zentral-Polen mit einem Schulzenamt. Der Ort befindet sich etwa 6 km nordwestlich von Pobiedziska und 20 km nordöstlich der Landeshauptstadt Poznań.

## Geographie
Der Ort grenzt an den Landschaftsschutzpark Zielonka-Heide (Park Krajobrazowy Puszcza Zielonka).

## Geschichte
Der Ort gehörte nach der Zweiten Teilung Polens 1793 zum Kreis Schroda und ab 4. Januar 1900 zum Kreis Posen-Ost. Das Gemeindelexikon für das Königreich Preußen gibt für 1885 für den Ort unter dem Namen Wronczyn Hauland einen Wohnplatz mit acht Haushalten in vier Wohngebäuden auf einer Fläche von 80 ha und einen Wohnplatz mit 36 Haushalten in 14 Wohngebäuden auf 639 ha für den Gutsbezirk Wronczyn an. Die 48 Bewohner von Wronczyn Hauland waren katholisch. Unter den 210 Bewohnern vom Gutsbezirk waren 44 evangelisch und 166 katholisch.
Für das Jahr 1905 gibt das Gemeindelexikon fünf bewohnte Haushalte auf 80 ha Fläche mit 38 Einwohnern für Wronczyn Hauland und 14 Haushalte auf 674 ha mit 218 Einwohnern für den Gutsbezirk Wronczyn an. Die insgesamt 253 Bewohner bestanden aus 15 deutschsprechenden Protestanten und 241 polnischsprechenden Katholiken. Die evangelische Gemeinde gehörte zum Kirchspiel Pudewitz, die katholische zum Kirchspiel Wronczyn. Im Jahr 1910 hatte der Ort 321 Einwohner. Von 1939 bis 1945 trug der Ort den Namen Krähwinkel.

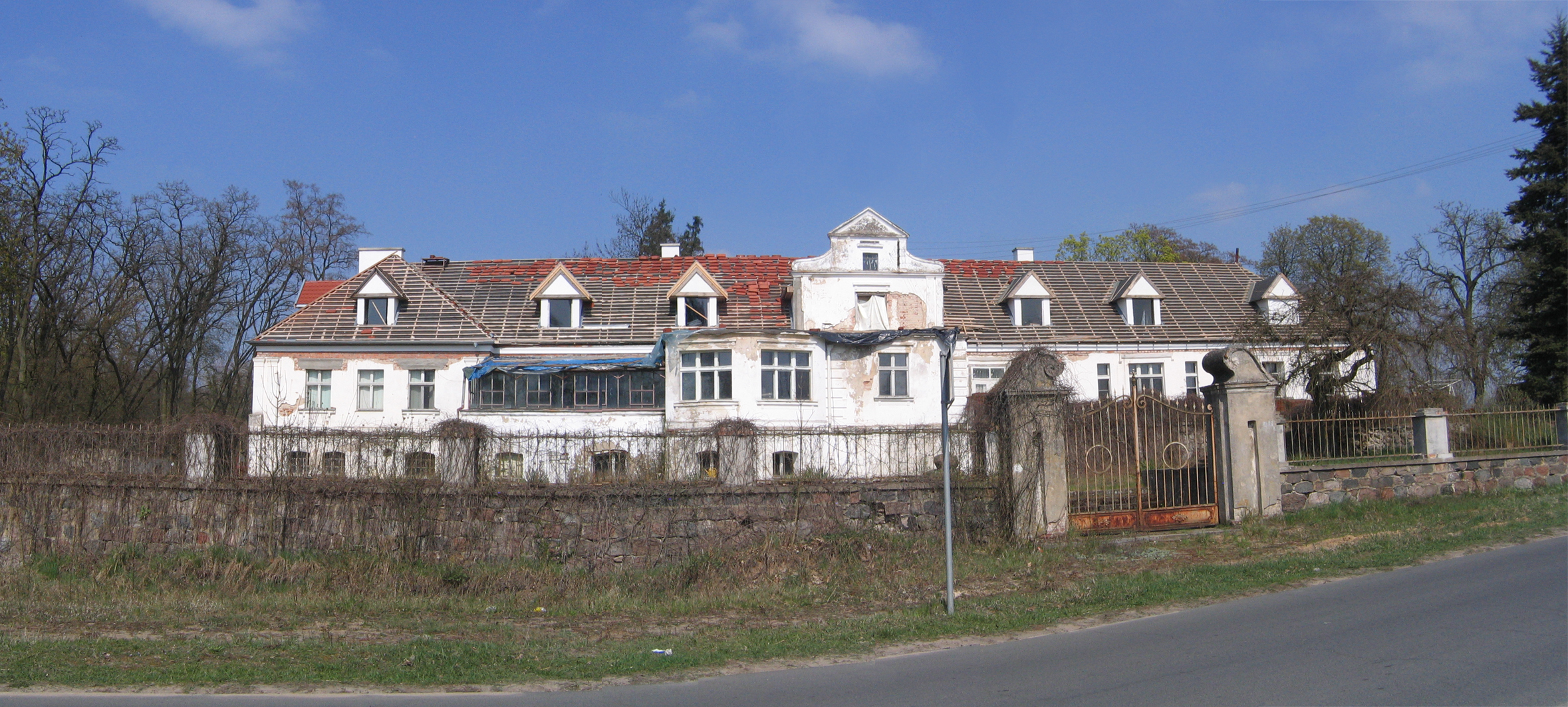
Herrenhaus in Wronczyn, erbaut Ende des 19. Jh.

In den Jahren 1975 bis 1998 gehörte der Ort zur Woiwodschaft Posen.